# Bankandi
Bankandi est un village du département et la commune rurale d'Oronkua, situé dans la province de l’Ioba et la région du Sud-Ouest au Burkina Faso.

## Géographie

### Situation et environnement
Bankandi se trouve à 4 km au sud-est d’Oronkua et à environ 10 km au nord de Dano, le chef-lieu provincial.

### Démographie
- En 2006, le village comptait 2 487 habitants recensés[1].

## Transports
La ville est à un kilomètre à l'est de  route nationale 12.

## Santé et éducation
Le centre de soins le plus proche de Bankandi est le centre de santé et de promotion sociale (CSPS) d’Oronkua tandis que le centre médical avec antenne chirurgicale (CMA) de la province se trouve à Dano.